# 이을진
이을진(李乙珍, ? - ?)은 고려 후기의 무신으로 제1차 요동 정벌에 참여하였고, 장천부원군(長川府院君)에 봉해졌다. 본관은 장수. 조선 세종대왕 때 대마도를 정벌한 이종무의 아버지이다.

## 생애
장천부원군 이임간(李林幹, 일명 이직간(李直幹))의 증손자이다. 고려 우왕 5년에 충주와 단양의 도병마사에 임명되고, 그 후 전라도도순문사(全羅道都巡問使), 강릉도도원수(江陵道都元帥), 강릉교주도 도검찰사(江陵交州道 都檢察使) 등을 역임했다.
1388년 제1차 요동 정벌 때 팔도 도통사(八道都統使) 최영의 조전원수(助戰元帥)로 출전하였으나 이성계 등에 의해 위화도에서 회군이 결정되자 회군하였다. 1389년 여흥왕이 축출되자 여흥왕의 사주로 이성계를 죽이려 하였다는 김저(金佇)의 옥사(獄事)에 연루되어 한때 유배되었다가 석방되었다. 그러나 1392년 7월 조선이 개국한 뒤 다시 유배되었다.

## 같이 보기
- 이종무
- 제1차 요동 정벌
- 제2차 요동 정벌
- 대마도 정벌
- 이성계